# Acrotoràcics
Els acrotoràcics (Acrothoracica) són un superordre o una infraclasse de crustacis cirrípedes.

## Característiques
Són cirrípedes perforadors. Fan forats en el material calcari, com conquilles de mol·luscs, corall, crinoïdeus o roca. Els icnofòssils d'aquests forats es coneixen amb el nom de Rogerella.
Les espècies d'acrotoràcics són molt menudes, amb una llargària total d'uns pocs mil·límetres. No tenen closca sòlida; no els cal perquè estan protegits pel medi que perforen. Així llur cos és una mena de sac tou amb un disc quitinós a la zona frontal. Tenen entre dos i dotze apèndixs plomosos o cirrus que projecten fora del forat amb l'objectiu d'atrapar detritus com a part de llur nutrició.

## Taxonomia
Els acrotoràcics es subdivideixen en dos ordres:
Ordre Cryptophialida Kolbasov, Newman & Hoeg, 2009
- Família Cryptophialidae Gerstaecker, 1866

Ordre Lithoglyptida Kolbasov, Newman & Hoeg, 2009
- Família Lithoglyptidae Aurivillius, 1892
- Família Trypetesidae Stebbing, 1910